# Hárslevelű
Le hárslevelű est un cépage blanc cultivé en Hongrie. Il entre dans la composition du célèbre vin de Tokay, auquel apporte souplesse et parfum épicé. Moins riche en sucre et moins acide que le furmint, l'autre cépage du Tokay, il est utilisé pour sa puissance aromatique.
Toutefois, ses grappes plus grandes et la peau plus épaisse de ses grains se prêtent mal à la botrytisation.
Il est plus largement apprécié et cultivé dans toute la Hongrie.

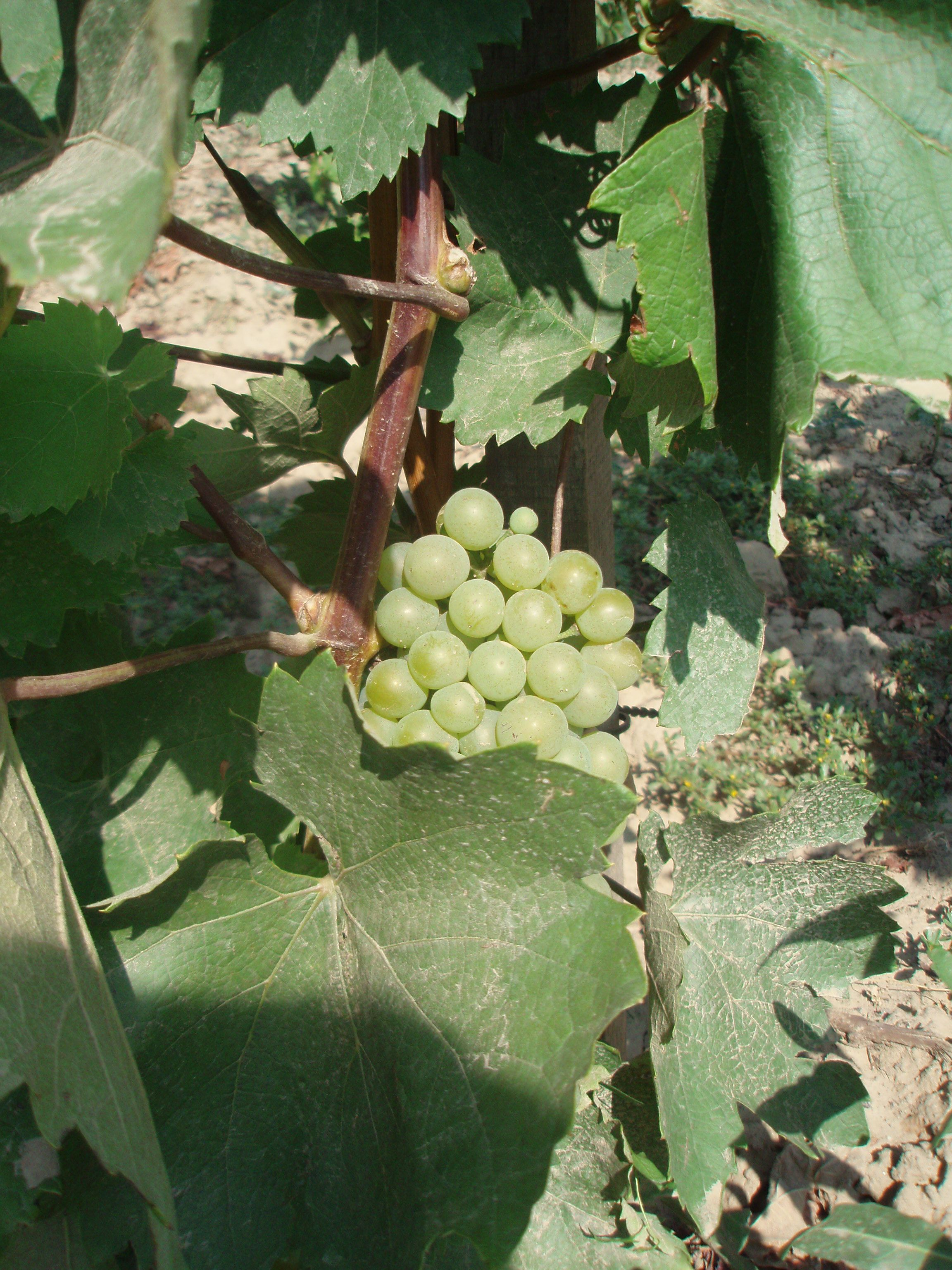
Grappe et feuille de hárslevelű.